# Формула-1 — Гран-прі Нідерландів
Гран-прі Нідерландів (нід. Grote Prijs Formule 1 van Nederland) — один з етапів чемпіонату світу з автоперегонів у классі Формула-1. Проводився з 1948 до 1985 року та з 2021 року на автодромі Зандворт. З 1952 року він був частиною чемпіонату світу, а в 1962 і 1976 роках двічі називався Гран-прі Європи.

## Переможці Гран-прі Нідерландів

### Багаторазові переможці

#### Пілоти
Жирним шрифтом виділені пілоти, які беруть участь в поточному сезоні чемпіонату Формули-1.
Рожевим виділено перегони, що не війшли у залік чемпіонату світу Формули-1.
| Перемоги | Пілот           | Гран-прі               |
| -------- | --------------- | ---------------------- |
| 4        | Джим Кларк      | 1963, 1964, 1965, 1967 |
| 3        | Джекі Стюарт    | 1968, 1969, 1973       |
| 3        | Нікі Лауда      | 1974, 1977, 1985       |
| 3        | Макс Ферстаппен | 2021, 2022, 2023       |
| 2        | Луї Розьє       | 1950, 1951             |
| 2        | Альберто Аскарі | 1952, 1953             |
| 2        | Джек Бребем     | 1960, 1966             |
| 2        | Джеймс Хант     | 1975, 1976             |
| 2        | Ален Прост      | 1981, 1984             |

#### Конструктори
Жирним шрифтом виділені команди, які беруть участь в поточному сезоні чемпіонату Формули-1.
Рожевим виділено перегони, що не війшли у залік чемпіонату світу Формули-1.
| Кількість перемог | Конструктор | Рік                                            |
| ----------------- | ----------- | ---------------------------------------------- |
| 8                 | Ferrari     | 1952, 1953, 1961, 1971, 1974, 1977, 1982, 1983 |
| 6                 | Lotus       | 1963, 1964, 1965, 1967, 1970, 1978             |
| 4                 | McLaren     | 1976, 1984, 1985, 2024                         |
| 3                 | Red Bull    | 2021, 2022, 2023                               |
| 2                 | Talbot-Lago | 1950, 1951                                     |
| 2                 | BRM         | 1959, 1962                                     |
| 2                 | Matra       | 1968, 1969                                     |
| 2                 | Brabham     | 1966, 1980                                     |

### За роками

Зандворт з 1948 до 1971

Зандворт з 1973 до 1979

Зандворт з 1980 до 1985

Рожевим виділено перегони що не війшли у залік чемпіонату світу Формули-1.
| Рік       | Пілот                             | Команда                           | Траса                             | Звіт                              |
| --------- | --------------------------------- | --------------------------------- | --------------------------------- | --------------------------------- |
| 2024      | Ландо Норріс                      | McLaren-Mercedes                  | Зандворт                          | Звіт                              |
| 2023      | Макс Ферстаппен                   | Red Bull Racing-RBPT              | Зандворт                          | Звіт                              |
| 2022      | Макс Ферстаппен                   | Red Bull Racing-RBPT              | Зандворт                          | Звіт                              |
| 2021      | Макс Ферстаппен                   | Red Bull Racing-RBPT              | Зандворт                          | Звіт                              |
| 2020      | Скасовано через пандемію COVID-19 | Скасовано через пандемію COVID-19 | Скасовано через пандемію COVID-19 | Скасовано через пандемію COVID-19 |
| 1986–2019 | Не відбувся                       | Не відбувся                       | Не відбувся                       | Не відбувся                       |
| 1985      | Нікі Лауда                        | McLaren—TAG                       | Зандворт                          | Звіт                              |
| 1984      | Ален Прост                        | McLaren—TAG                       | Зандворт                          | Звіт                              |
| 1983      | Рене Арну                         | Ferrari                           | Зандворт                          | Звіт                              |
| 1982      | Дідьє Піроні                      | Ferrari                           | Зандворт                          | Звіт                              |
| 1981      | Ален Прост                        | Renault                           | Зандворт                          | Звіт                              |
| 1980      | Нельсон Піке                      | Brabham—Ford                      | Зандворт                          | Звіт                              |
| 1979      | Ален Джонс                        | Williams—Ford                     | Зандворт                          | Звіт                              |
| 1978      | Маріо Андретті                    | Lotus—Ford                        | Зандворт                          | Звіт                              |
| 1977      | Нікі Лауда                        | Ferrari                           | Зандворт                          | Звіт                              |
| 1976      | Джеймс Хант                       | McLaren—Ford                      | Зандворт                          | Звіт                              |
| 1975      | Джеймс Хант                       | Hesketh—Ford                      | Зандворт                          | Звіт                              |
| 1974      | Нікі Лауда                        | Ferrari                           | Зандворт                          | Звіт                              |
| 1973      | Джекі Стюарт                      | Tyrrell—Ford                      | Зандворт                          | Звіт                              |
| 1972      | Не відбувся                       | Не відбувся                       | Не відбувся                       | Не відбувся                       |
| 1971      | Жакі Ікс                          | Ferrari                           | Зандворт                          | Звіт                              |
| 1970      | Йохен Ріндт                       | Lotus—Ford                        | Зандворт                          | Звіт                              |
| 1969      | Джекі Стюарт                      | Matra                             | Зандворт                          | Звіт                              |
| 1968      | Джекі Стюарт                      | Matra—Ford                        | Зандворт                          | Звіт                              |
| 1967      | Джим Кларк                        | Lotus—Ford                        | Зандворт                          | Звіт                              |
| 1966      | Джек Бребем                       | Brabham—Repco                     | Зандворт                          | Звіт                              |
| 1965      | Джим Кларк                        | Lotus—Climax                      | Зандворт                          | Звіт                              |
| 1964      | Джим Кларк                        | Lotus—Climax                      | Зандворт                          | Звіт                              |
| 1963      | Джим Кларк                        | Lotus—Climax                      | Зандворт                          | Звіт                              |
| 1962      | Грем Хілл                         | BRM                               | Зандворт                          | Звіт                              |
| 1961      | Вольфганг фон Тріпс               | Ferrari                           | Зандворт                          | Звіт                              |
| 1960      | Джек Бребем                       | Cooper—Climax                     | Зандворт                          | Звіт                              |
| 1959      | Йо Бонніер                        | BRM                               | Зандворт                          | Звіт                              |
| 1958      | Стірлінг Мосс                     | Vanwall                           | Зандворт                          | Звіт                              |
| 1956–1957 | Не відбувся                       | Не відбувся                       | Не відбувся                       | Не відбувся                       |
| 1955      | Хуан-Мануель Фанхіо               | Mercedes-Benz                     | Зандворт                          | Звіт                              |
| 1954      | Не відбувся                       | Не відбувся                       | Не відбувся                       | Не відбувся                       |
| 1953      | Альберто Аскарі                   | Ferrari                           | Зандворт                          | Звіт                              |
| 1952      | Альберто Аскарі                   | Ferrari                           | Зандворт                          | Звіт                              |
| 1951      | Луї Розьє                         | Talbot-Lago                       | Зандворт                          | Звіт                              |
| 1950      | Луї Розьє                         | Talbot-Lago                       | Зандворт                          | Звіт                              |
| 1949      | Луїджі Віллорезі                  | Ferrari                           | Зандворт                          | Звіт                              |
| 1948      | Принц Біра                        | Maserati                          | Зандворт                          | Звіт                              |